# Benlloc
Benlloc (spanisch Benlloch) ist eine Gemeinde (municipio) mit 1.115 Einwohnern (Stand: 2024) in der Provinz Castellón der Autonomen Gemeinschaft Valencia in Spanien. 

## Geografie
Benlloc liegt etwa 25 Kilometer nordnordöstlich von der Provinzhauptstadt Castellón de la Plana in einer Höhe von ca. 315 m in der Comarca Plana Alta nahe der Mittelmeerküste (Costa Azahar). Ein Teil des Flughafens Castellón liegt im Gemeindegebiet.

## Bevölkerungsentwicklung
| Jahr      | 1970 | 1981 | 1991 | 2001 | 2011 | 2021 |
| Einwohner | 1179 | 1073 | 958  | 901  | 1153 | 1075 |

## Sehenswürdigkeiten

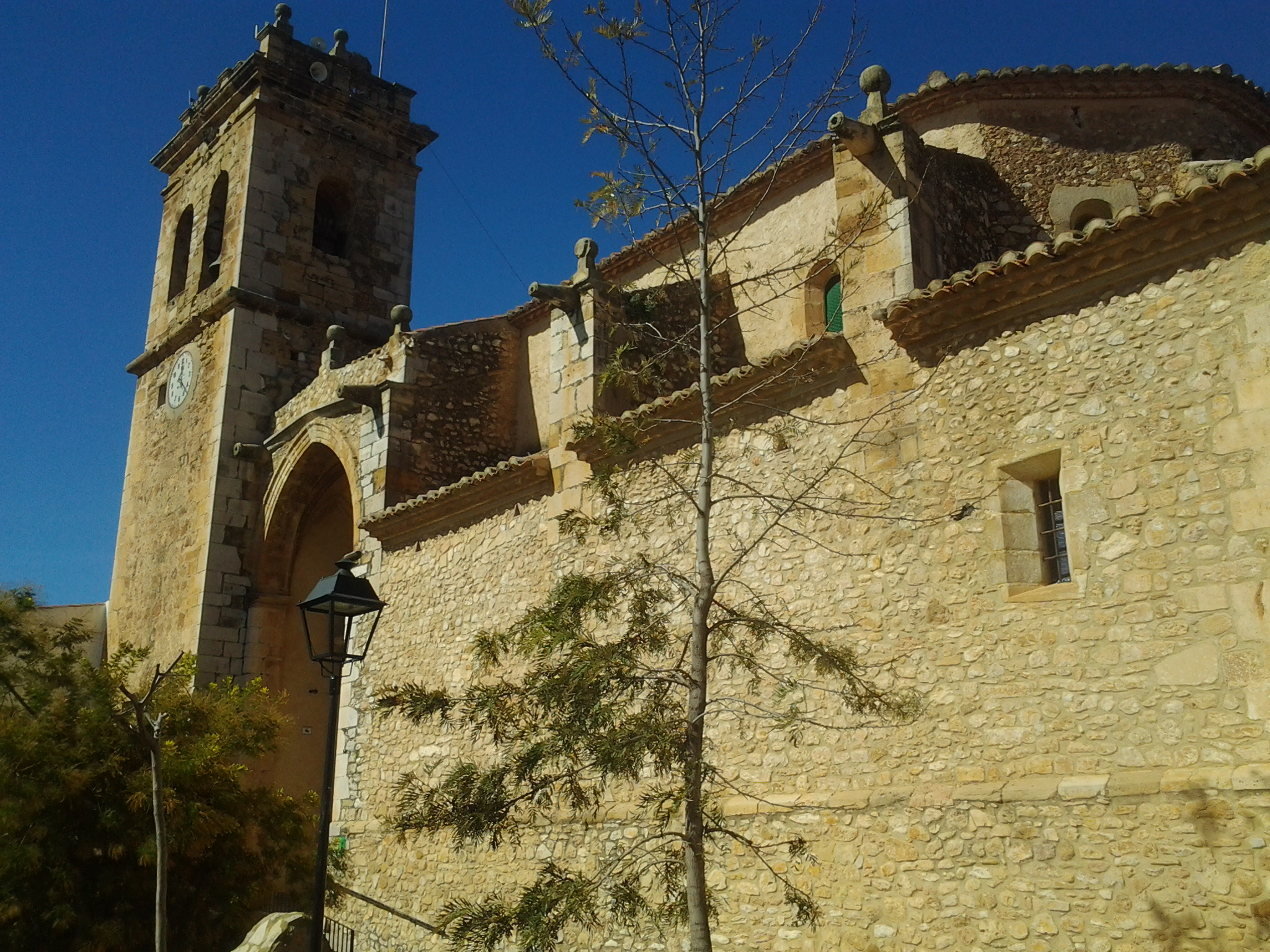
Kirche Mariä Himmelfahrt
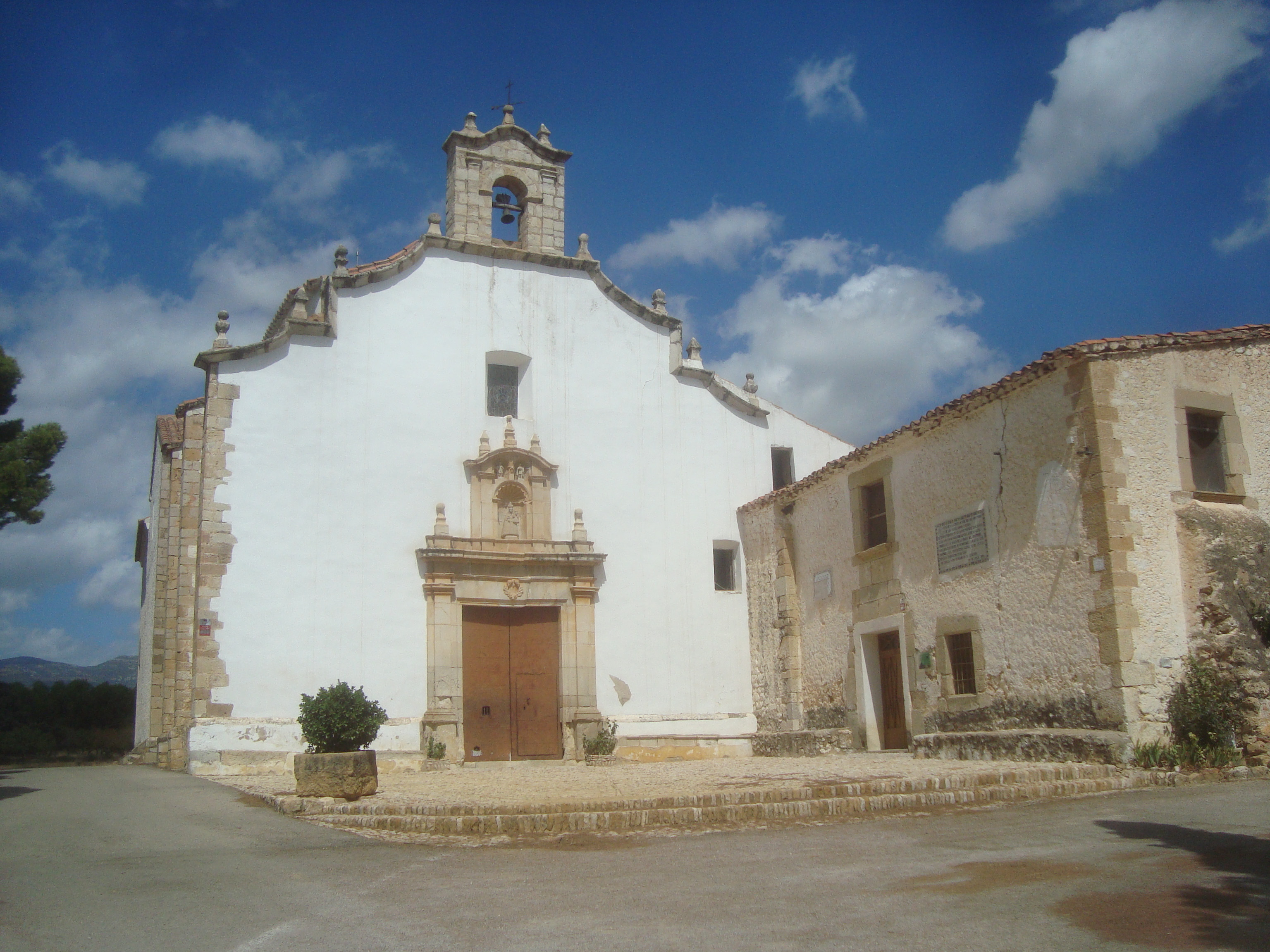
Marienkapelle
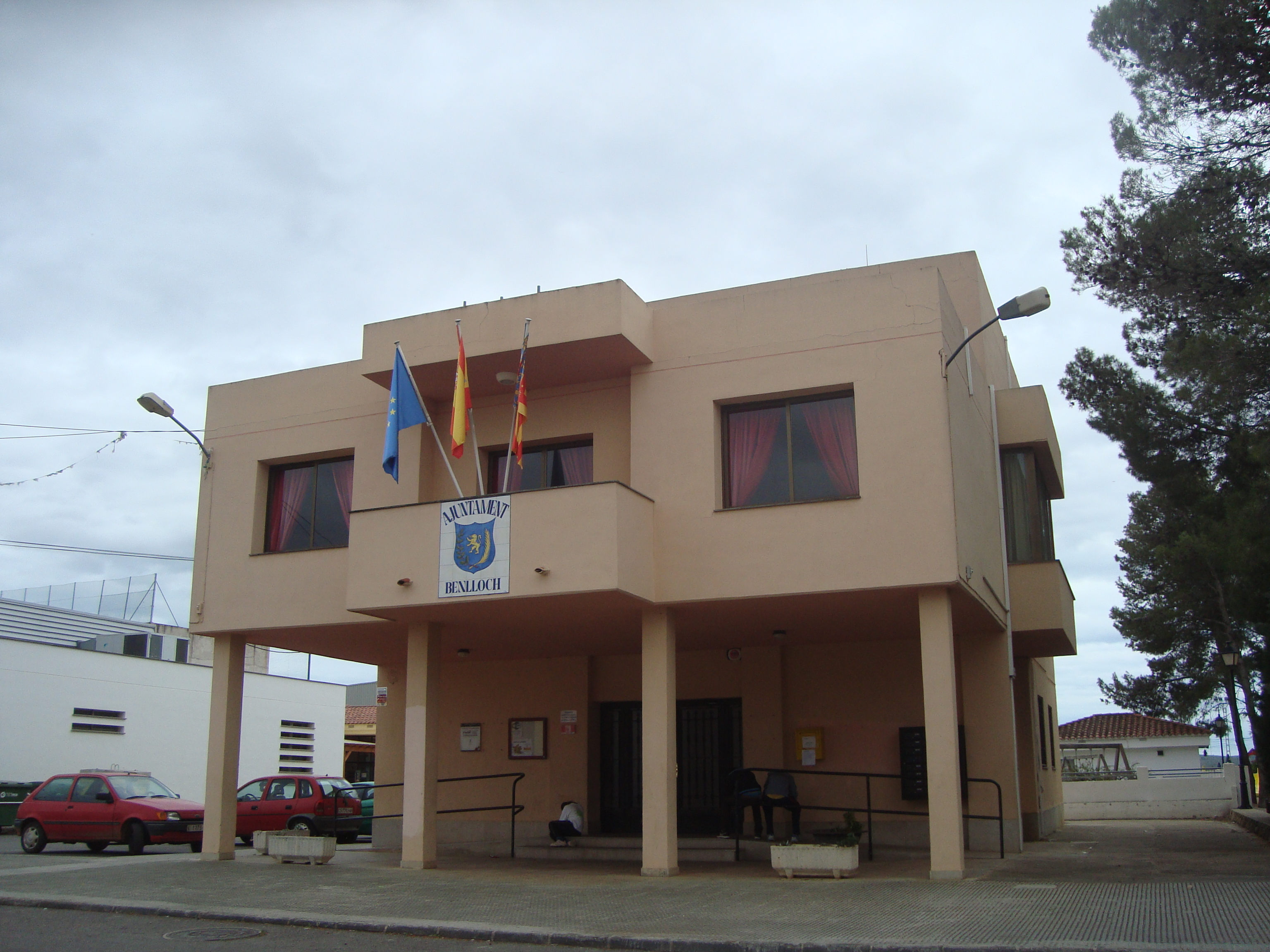
Rathaus

- Kirche Mariä Himmelfahrt
- Marienkapelle
- Rathaus

## Persönlichkeiten
- José Domingo Corbató (1862–1913), Schriftsteller
- Daniel Fortea (1878–1953), Gitarrist und Komponist
- Agustín Sancho Agustina (1896–1960), Fußballspieler
- Ángel Dealbert (* 1983), Fußballspieler
- Roberto Bautista Agut (* 1988), Tennisspieler